# Rudolf Stork
Rudolf Stork (ur. 8 października 1914 w Czerwionce, zm. 17 listopada 1944 w Katowicach) – podchorąży Wojska Polskiego, uczestnik kampanii wrześniowej, działacz ruchu podziemnego, łącznik, więzień obozów koncentracyjnych, rozstrzelany.

## Życiorys
W 1934 ukończył Państwowe Gimnazjum w Rybniku (obecnie I Liceum Ogólnokształcące im. Powstańców Śląskich w Rybniku). W 1937 ukończył, uzyskując tytuł magistra nauk ekonomiczno-handlowych, Szkołę Handlową w Warszawie.
Po wybuchu II wojny światowej brał udział jako podchorąży w kampanii wrześniowej. Po klęsce nie złożył broni. W listopadzie 1939 działał w tworzącym się ruchu podziemnym. Był łącznikiem między okręgiem Katowice i okręgiem Rybnik. Już wtedy zaczęło go tropić Gestapo. Ukrywał się i pracował nadal z pełnym poświęceniem. Ścigany przez cudem uniknął aresztowania. W kwietniu 1940 zdecydował się na wyjazd za granicę, 13 kwietnia przekroczył granicę austriacko-węgierską. Wpadł w ręce policji węgierskiej, która odstawiła go do granicy austriackiej. I tym razem uniknął aresztowania – przekroczył ponownie granicę węgierską i dostał się szczęśliwie do Budapesztu. Tam podjął się niebezpiecznej funkcji łącznika z krajem i uruchomienia punktów przerzutowych na przebytej przez niego trasie.
W maju 1940 został aresztowany i osadzony w więzieniu w Wiedniu, a następnie w obozach koncentracyjnych w Dachau i Ravensbrück. Zwolniony w 1941 pracował na utrzymanie rodziny jako robotnik kolejowy, a później jako pracownik umysłowy. Mimo ciężkich przejść wstąpił do podziemnego ruchu oporu i czynnej walki z wrogiem.
W czasie tajnego zebrania 28 października 1944 został aresztowany i osadzony w więzieniu w Katowicach, a następnie w Mysłowicach, skąd prawdopodobnie przewieziony ponownie do więzienia w Katowicach 17 listopada 1944 i tam rozstrzelany.